# Virolahti
Virolahti  [ˈvirɔlɑhti] (schwedisch historisch: Vederlax) ist eine Gemeinde im Südosten Finnlands mit 2985 Einwohnern (Stand 31. Dezember 2022). Sie liegt an der Küste Finnischen Meerbusens an der Grenze zu Russland in der Landschaft Kymenlaakso. Die nächste Stadt ist Hamina 35 Kilometer westlich, in die Hauptstadt Helsinki sind es 178 Kilometer und nach Sankt Petersburg 210 Kilometer. Die Gemeinde ist einsprachig finnischsprachig.
Die Staatsstraße 7, deren Verlauf die Europastraße 18 nach Sankt Petersburg folgt, führt durch Virolahti. In Vaalimaa im Gemeindegebiet von Virolahti befindet sich der größte finnisch-russische Grenzübergang mit 2,3 Millionen Grenzüberschreitungen pro Jahr (2001). Zu den Sehenswürdigkeiten von Virolahti gehören die Kirche aus dem 18. Jahrhundert mit einer Sakristei aus der ersten Hälfte des 16. Jahrhunderts, ein Bunkermuseum, das Verteidigungsstellungen aus dem Zweiten Weltkrieg vorstellt, und ein Heimatmuseum im Dorf Pyterlahti. Nach dem bedeutenden Vorkommen beim Dorf Pyterlahti wurde der Typus Pyterlit für die Rapakiwigranite benannt. Die Schären vor der Küste von Virolahti gehören zum Nationalpark Östlicher Finnischer Meerbusen.
Die Gemeinde Virolahti besteht schon seit 1336, damit ist sie die älteste Gemeinde von Kymenlaakso. Bis 1887 gehörte auch der Nachbarort Miehikkälä zu Virolahti. Im Lauf der Geschichte wechselte Vironlahti mehrmals den Besitzer: Ab 1313 gehörte der Ort zu Schweden, 1721 wurde das Gemeindegebiet geteilt, 1743 kam schließlich ganz Virolahti unter russische Herrschaft. Seit 1917 ist die Gemeinde Teil des unabhängigen Finnlands, durch die Grenzziehung nach dem Zweiten Weltkrieg ist Virolahti wieder ein Grenzort.
1900 wurde in Virolahti der finnische Komponist Uuno Klami geboren.

## Persönlichkeiten
- Eino Seppälä (1896–1968), Langstreckenläufer
- Uuno Klami (1900–1961), Komponist
- Veli Saarinen (1902–1969), Skilangläufer
- Väinö Liikkanen (1903–1957), Skilangläufer